# Zotye Z500
Zotye Z500/Z560 — среднеразмерный седан, выпускаемый китайской компанией Zotye в 2014—2021 годах.

## Описание
Zotye Z500 дебютировал в 2014 году на Пекинском международном автосалоне. В иерархии автомобиль расположен выше Zotye Z300.
Автомобиль приводился в движение двигателем Mitsubishi 4A91 мощностью 120 л. с. и крутящим моментом 143 Н⋅м в паре с пятиступенчатой механической или автоматической трансмиссией. На китайском рынке модель продавалась с ноября 2014 года по ценам от 75 800 до 140 800 юаней. После рестайлинга автомобиль стал называться Zotye Z560.

## Zotye Z500 EV
Zotye Z500 EV являлся электромобилем на базе Zotye Z560. Продавался за 199 900—229 800 юаней.